# Raucheck
Raucheck – szczyt w grupie Tennengebirge, części Północnych Alp Wapiennych. Leży w Austrii w kraju związkowym Salzburg. Jest to najwyższy szczyt Tennengebirge. Można go zdobyć ze schronisk Edelweißerhütte (2350 m), Leopold-Happisch-Haus (1925 m) i Dr.-Friedrich-Oedl-Haus (1575 m).